# Depressão Sertaneja e do São Francisco
A Depressão Sertaneja e do São Francisco é um dos domínios morfoclimáticos definidos por Aziz Ab’Sáber na regionalização natural do território brasileiro. Esse domínio ocupa extensas áreas do interior nordestino, abrangendo parte dos estados da Bahia, Pernambuco, Alagoas, Sergipe, Paraíba, Rio Grande do Norte, Ceará e Piauí, além de se estender por áreas de Minas Gerais.
É caracterizado por relevos de depressão interplanáltica, com altitudes variando entre 200 e 600 metros, intercalados por chapadas e planaltos residuais. A região acompanha em grande parte o curso do rio São Francisco e apresenta clima semiárido, com longos períodos de estiagem, chuvas irregulares e alta evaporação.
A vegetação predominante é a caatinga, adaptada às condições de seca prolongada, com espécies xerófitas e caducifólias. Em áreas mais úmidas próximas ao rio São Francisco, observa-se a presença de matas ciliares e vegetação de transição.
As atividades econômicas incluem a agropecuária extensiva, cultivo irrigado ao longo do rio São Francisco, e, em menor escala, mineração e energia hidrelétrica. Projetos de transposição e irrigação têm buscado aumentar a produtividade e a segurança hídrica da região.
Este domínio é de grande importância tanto física quanto cultural para o Brasil, abrigando paisagens áridas singulares, sítios arqueológicos, cidades históricas e comunidades tradicionais.